# Lokkefugl
|  | Sammenskrivningsforslag Artiklen Lokkefugl er foreslået føjet ind i Attrap. (Siden november 2017) Diskutér forslaget |

En lokkefugl er en levende eller kunstig fugl, der benyttes med henblik på tiltrækning af vilde fugle. Herfra er udtrykket lånt i overført betydning (tiest som lokkedue) til beskrivelse af personer, der bruges som levende "madding" i jagten på andre personer.